# Abarema ferruginea
Abarema ferruginea là một loài thực vật có hoa trong họ Đậu.